# Inonotus
Inonotus es un género de hongo de la familia Hymenochaetaceae. Se estima que el género, descrito por Petter Karsten en 1879, contiene alrededor de 80 especies sensu lato y 30 especies sensu stricto (en sentido estricto).
El nombre proviene de "ino", que significa "fibroso", y "ot", que significa "oreja".

## Especies
- Inonotus albertinii (Lloyd) P.K. Buchanan & Ryvarden (1988)
- Inonotus arizonicus Gilb.
- Inonotus chondromyelus Pegler (1964)
- Inonotus cuticularis (Bull.) P. Karst.
- Inonotus diverticuloseta Pegler (1967)
- Inonotus dryadeus (Pers.) Murrill (1908)
- Inonotus dryophilus (Berk.) Murrill (1904)
- Inonotus fulvomelleus Murrill
- Inonotus glomeratus (Peck) Murrill (1920)
- Inonotus glomeratus sensu G. Cunn. (1965)
- Inonotus hispidus (Bull.) P. Karst. (1879)
- Inonotus lloydii (Cleland) P.K. Buchanan & Ryvarden (1993)
- Inonotus munzii (Lloyd) Gilb.
- Inonotus nothofagi G. Cunn. (1948)
- Inonotus obliquus (Pers.) Pilát (1942)
- Inonotus radiatus (Sowerby) P. Karst. (1881)
- Inonotus rheades (Pers.) Bondartsev & Singer (1941)
- Inonotus rickii (Pat.) D.A. Reid (1957)
- Inonotus rodwayi D.A. Reid (1957)
- Inonotus tamaricis (Pat.) Maire (1938)
- Inonotus tomentosus (Fr.) Teng (1963)
- Inonotus victoriensis (Lloyd) Pegler (1964)